# Trocherateina delecta
Trocherateina delecta là một loài bướm đêm trong họ Geometridae.